# 阿尼克什奇艾
阿尼克什奇艾是立陶宛的城鎮，由烏田納縣負責管轄，海拔高度74米，面積1,765平方公里，該鎮的阿尼克什奇艾聖瑪竇教堂樓高79米，是全國最高的教堂。阿尼克什奇艾于1442年首次被提及。2010年人口11,620。
这座城市因诗人安塔纳斯·巴拉瑙斯卡斯（Antanas Baranauskas）的诗“阿尼克什奇艾的森林”而闻名（1861年出版）。